# Гаек, Эмиль Ярославович
Эмиль Ярославович Гаек (чеш. Emil Hájek, серб. Емил Хајек; 3 марта 1886, Градец-Кралове — 17 марта 1974, Белград) — чешский и сербский пианист и музыкальный педагог.
Окончил Пражскую консерваторию (1908) по классу фортепиано Йозефа Йиранека, изучал также композицию у Антонина Дворжака. Совершенствовался как исполнитель в Германии под руководством Конрада Анзорге.
Концертировал в Финляндии, сопровождая старшего брата, скрипача Ярослава Гаека. В 1904—1908 гг. руководил хором в пражском соборе Святого Галла. В 1909 году вслед за братом приехал в Саратов, где вёл концертную и педагогическую работу. В 1913 году впервые в Саратове исполнил Второй концерт Сергея Рахманинова. Преподавал в Саратовском музыкальном училище, с 1912 года преобразованном в Саратовскую консерваторию, где Гаек занял должность профессора фортепиано. С 1917 года исполняющий обязанности директора, в 1919—1921 гг. директор консерватории.
В 1921 году покинул Россию и обосновался в Праге. Выступал концертмейстером Яна Кубелика, гастролировал с ним в разных странах. В 1928 году перебрался в Белград, где в 1929—1935 гг. возглавлял Музыкальную школу имени Станковича. В 1937 году стал одним из основателей Белградской музыкальной академии, возглавил её фортепианное отделение и руководил им до 1963 года. Одновременно продолжал концертировать как солист и ансамблист. Входил в жюри Конкурса пианистов имени Шопена (1955, 1960).
Дочь — писательница Яра Рибникар. Внук — диссидент и политик Иржи Динстбир.